# Erica cooperi
Erica cooperi är en ljungväxtart som beskrevs av Harry Bolus. Erica cooperi ingår i släktet klockljungssläktet, och familjen ljungväxter. Utöver nominatformen finns också underarten E. c. missionis.